# Vörös József (közgazdász)
Vörös József (Szakmár, 1951. május 18.) Széchenyi-díjas közgazdász, egyetemi tanár, a Magyar Tudományos Akadémia rendes tagja. Kutatási területe a gazdasági kibernetika, az operációkutatás, valamint a minőség és a rugalmasság a közgazdaságtanban. 1990 és 1993 között a Janus Pannonius Tudományegyetem Közgazdaságtudományi Kar dékánja, 2003 és 2007 között az egyetem általános rektorhelyettese. 2009-2012 között a Gazdaságmódszertani Intézet igazgatója.

## Életpályája
1969-ben kezdte meg egyetemi tanulmányait a Marx Károly Közgazdaságtudományi Egyetemen, ahol 1974-ben szerzett diplomát. Az egyetem akkori pécsi kihelyezett tagozatán, a gazdaságmatematika tanszéken a később a Janus Pannonius Tudományegyetem részévé vált tanszéken folytatta oktatói pályafutását, majd tanított a termelés-menedzsment és döntéstudományi tanszéken, valamint a Közgazdasági és Ökonometriai Intézetben is. Az oktatói ranglétrát végigjárva 1994-ben kapott egyetemi tanári kinevezést. Közben 1990-ben az egyetem Közgazdaságtudományi Karának dékánjává választották, tisztségét három évig töltötte be. 1997 és 2000 között Széchenyi professzori ösztöndíjjal kutatott. Később négy éven át (2003 és 2007 között) a Pécsi Tudományegyetem általános rektorhelyettese is volt. Az 1990-es években több amerikai egyetemen volt vendégoktató (Portland State University, Ohio University, Harvard Business School), valamint 1992 és 2017 között több alkalommal a németországi Viadrina Egyetemen. Egyetemi munkái mellett 1992-től az OTP Bank igazgatótanácsának külső tagja, illetve 2009-től a bank javadalmazási bizottságának elnöke és 2014-től a kockázatvállalási-kockázatkezelési bizottságának tagja.
1984-ben védte meg a közgazdaság-tudományok kandidátusi, 1993-ban akadémiai doktori értekezését. Az MTA Közgazdaság-tudományi, a Gazdálkodástudományi Bizottságának, valamint a Pécsi Akadémiai Bizottságnak lett tagja. 2013-ban választották meg a Magyar Tudományos Akadémia levelező, 2019-ben rendes tagjává. 2020-ban az Akadémia Jelölőbizottságának elnöke lett. Akadémiai tevékenységén kívül több tudományos szakfolyóirat szerkesztőbizottsági munkájában vesz részt: Szigma, Közgazdasági Szemle és az International Journal of Process Management and Benchmarking. Emellett az amerikai Rosztoczy Foundation kuratóriumának, valamint a Professzorok Batthyány Köre tagja is lett.

## Díjai, elismerései
- Krekó Béla-díj (2011)
- Akadémiai Díj (2012)
- Széchenyi-díj (2016)
- A Magyar Érdemrend parancsnoki keresztje polgári tagozata (2023)[1]

## Főbb publikációi
- A vállalat termelési és pénzbefektetési tervének vizsgálata operációkutatási modellekkel és módszerekkel (1984)
- The Explicit Derivation of the Portfolio Frontier in the Case of Degeneracy and general singularity (1987)
- Setup Cost Stability Regions for the Dynamic Lot Sizing Problem with backlogging (társszerző, 1992)
- Termelési-szolgáltatási rendszerek vezetése (1999)
- Product Balancing under Conditions of Quality Inflation, Cost Pressures and Growth Strategies (2002)
- The Dynamics of Price, Quality and Productivity Improvement Decisions (2006)
- Economic order and production quantity models without constraint on the percentage of defective items (2013)
- A fenntartható vállalati növekedés néhány feltétele. Székfoglaló előadások a Magyar Tudományos Akadémián.  Budapest. (2014)
- Lot sizing in case of defective items with investments to increase the speed of quality control (Hauck Zsuzsannával, 2015)
- Process quality adjusted lot sizing and marketing interface in JIT environment (2016)
- Termelés- és szolgáltatásmenedzsment (2018)